# Bitomus agnesae
Bitomus agnesae är en stekelart som beskrevs av Papp 1981. Bitomus agnesae ingår i släktet Bitomus och familjen bracksteklar. Inga underarter finns listade.